# Crazy Crazy/桜の森
「Crazy Crazy/桜の森」（クレイジー・クレイジー/さくらのもり）は、星野源7作目のシングルで初のダブル表題曲となった。
2014年6月11日にSPEEDSTAR RECORDSからリリース。

## 概要
くも膜下出血による活動休止からの復帰後に制作された。
「Crazy Crazy」は昨年の病気の手術後にできた悲しいバラード曲がベースで、それを明るい曲に作り替えたときにCrazyという言葉が出てきたという。クレイジーキャッツの明るさに励まされて育った星野は、「この曲をクレージーキャッツの曲にしようと思った」と語り、もう1曲の表題曲「桜の森」を、「マイケル・ジャクソンのソウルなダンスクラシックのような曲にしたかった」と述べている。
同年12月17日には「桜の森」をA面に、「Crazy Crazy」と「Night Troop」をB面に収録したアナログ盤がリリースされた。アナログ盤のアートワークは市川春子によるイラスト。
初回限定盤は、星野のシングルで恒例となったDVDが付属。

## 収録内容

### CD
全作詞・作曲・編曲：星野源、ストリングスアレンジ：岡村美央、星野源
1. Crazy Crazy [3:36]
2. 桜の森 [5:12]
J-WAVE 春のキャンペーン・ソング
3. Night Troop [3:26]
4. 海を掬う（House ver.） [3:34]

### DVD
『Crazy Disc』 監督：山岸聖太
- 「緊急特別番組・星野 源 人気ソングTOP10」
  - 出演／ニセ明　ゲスト／レイザーラモンRG
- Live：弾き語り
  - 「ばらばら」「フィルム」（2012.12.13 at渋谷公会堂）
- Documentary： Recording
- 星野源とスタッフによるオーディオコメンタリー収録

## 参加ミュージシャン
- 星野源：Vocal, Guitar, Tambourine, Chorus, Handclap
- ピエール中野 (凛として時雨)：Drums
- ハマ・オカモト (OKAMOTO'S)：Bass, Chorus, Handclap, Finger Snaps
- 小林創：Piano,Fender Rhodes
- 伊藤大地 (SAKEROCK)：Drums, Chorus, Handclap, Finger Snaps
- 伊賀航：Bass
- 長岡亮介（ペトロールズ）：Guitar, Chorus, Handclap, Finger Snaps
- オラリー,荒内佑,高城晶平：Chorus
- 岡村美央,伊能修,吉田翔平：1st Violin
- 杉野裕,伊勢三木子：2nd Violin
- 菊地幹代,舘泉礼一：Viola
- 笠原あやの,増本麻理：Cello

## カバー

### Crazy Crazy
- Superfly - カバーアルバム『Amazing』（2025年6月18日発売、ユニバーサルシグマ）に収録。